# مكسيم لي مارشان
مكسيم لي مارشان (بالفرنسية: Maxime Le Marchand)‏ (11 أكتوبر 1989 بسان مالو في فرنسا - ) هو لاعب كرة قدم فرنسي في مركز الدفاع. لعب مع ستاد رين ونادي لوهافر ونادي نيس ونادي لوهافر الرياضي ‏.

## وصلات خارجية
- مكسيم لي مارشان على موقع الاتحاد الأوربي (الإنجليزية)
- مكسيم لي مارشان على موقع رابطة كرة القدم الفرنسية للمحترفين (الإنجليزية)
- مكسيم لي مارشان على موقع قاعدة بيانات كرة القدم.إي يو (الإنجليزية)
- مكسيم لي مارشان على موقع ليكيب (الفرنسية)
- مكسيم لي مارشان على موقع Soccerbase.com (لاعب) (الإنجليزية)
- مكسيم لي مارشان على موقع Soccerway.com (الإنجليزية)
- مكسيم لي مارشان على موقع عالم كرة القدم.نت (الإنجليزية)
- مكسيم لي مارشان على موقع AS.com (الإسبانية)